# Parlamentní volby v Lotyšsku 2018
Parlamentní volby v Lotyšsku 2018, které se konaly 6. října 2018, byly v pořadí desáté parlamentní volby Lotyšské republiky od roku 1990. V jednokolové volbě poměrným způsobem bylo zvoleno všech 100 poslanců lotyšské parlamentu Saeima. Ve volbách kandidovalo 16 politických stran, hnutí a volebních koalic. Poslanecké mandáty byly přerozděleny stranám, které přesáhly 5% uzavírací klauzuli.

## Kandidující hnutí a strany

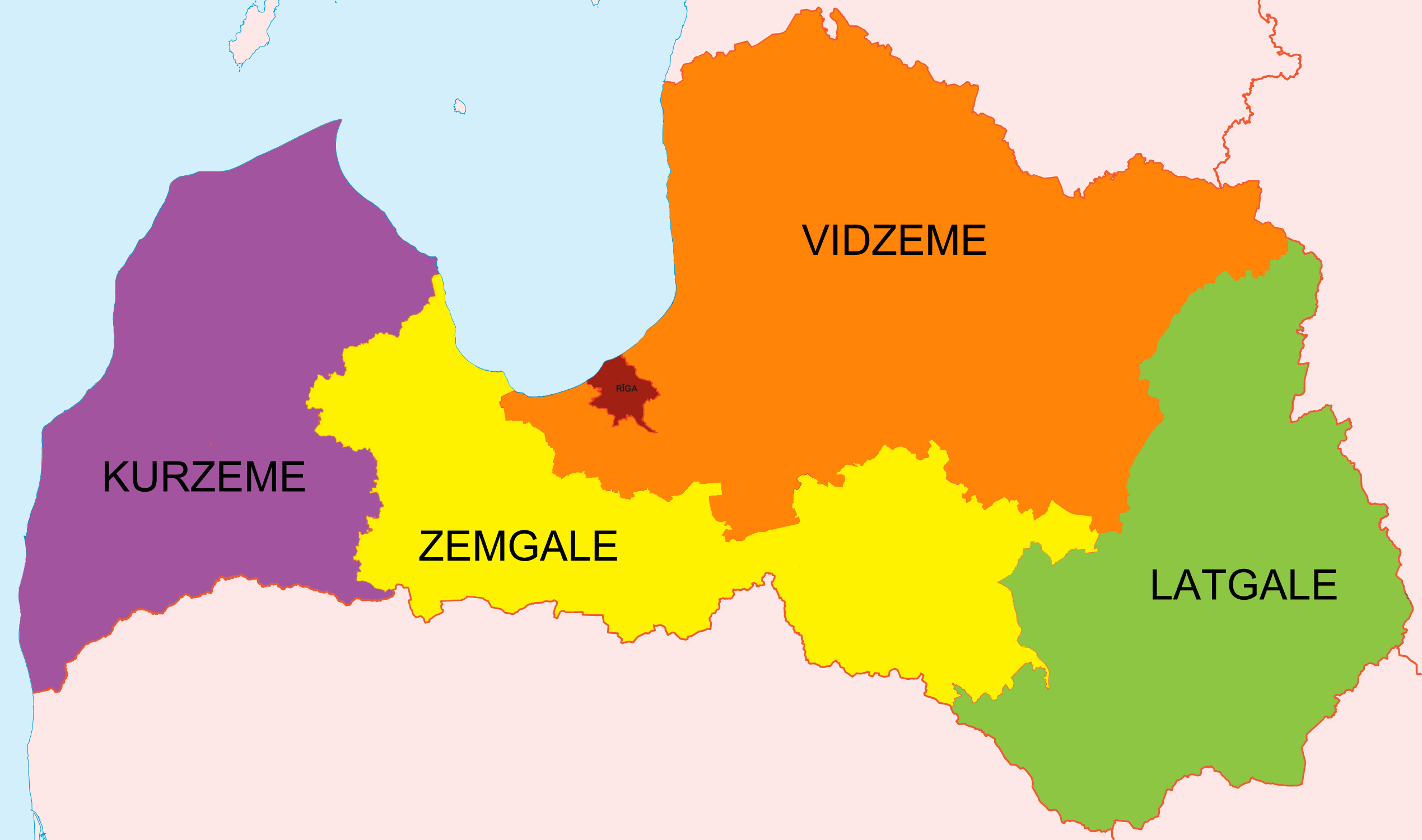
Volební obvody v Lotyšsku

### Kandidáti na premiéra
| č. | Subjekt | Subjekt                                                           | Kandidát               | Kandidát               |
| -- | ------- | ----------------------------------------------------------------- | ---------------------- | ---------------------- |
| 1  |         | Unie zelených a rolníků (Zaļo un Zemnieku savienība)              | Māris Kučinskis        | Māris Kučinskis        |
| 2  |         | Nová konzervativní strana (Jaunā konservatīvā partija)            | Jānis Bordāns          | Jānis Bordāns          |
| 3  |         | Jednota (Vienotība)                                               | Krišjānis Kariņš       | Krišjānis Kariņš       |
| 4  |         | Komu patří stát? (Kam pieder valsts?)                             |                        | Aldis Gobzems          |
| 5  |         | Aliance lotyšských regionů (Latvijas Reģionu apvienība)           | Edvards Smiltēns       | Edvards Smiltēns       |
| 6  |         | Národní aliance (Nacionālā apvienība)                             | Roberts Zīle           | Roberts Zīle           |
| 7  |         | Shoda (Saskaņa)                                                   | Vjačeslavs Dombrovskis | Vjačeslavs Dombrovskis |
| 8  |         | Svaz lotyšských Rusů (Latvijas Krievu savienība)                  | Andrejs Mamikins       | Andrejs Mamikins       |
| 9  |         | Progresivní (Progresīvie)                                         |                        | Roberts Putnis         |
| 10 |         | Lotyšský pokrok / Hnutí PRO! (Latvijas attīstībai / Kustība Par!) | Artis Pabriks          | Artis Pabriks          |

### Lídři kandidujících stran ve volebních obvodech
| č. | Subjekt                      | Volební lídři          | Volební lídři       | Volební lídři          | Volební lídři      | Volební lídři       |
| č. | Subjekt                      | Rīga                   | Vidzeme             | Latgale                | Kurzeme            | Zemgale             |
| -- | ---------------------------- | ---------------------- | ------------------- | ---------------------- | ------------------ | ------------------- |
| 1  | Unie zelených a rolníků      | Dana Reizniece-Ozola   | Māris Kučinskis     | Jānis Dūklavs          | Gundars Daudze     | Augusts Brigmanis   |
| 2  | Shoda                        | Vjačeslavs Dombrovskis | Pēteris Sproģis     | Jānis Krišāns          | Anrijs Matīss      | Ivars Zariņš        |
| 3  | Národní aliance              | Dace Melbārde          | Raivis Dzintars     | Edmunds Teirumnieks    | Ilze Indriksone    | Edvīns Šņore        |
| 4  | Jednota                      | Edgars Rinkēvičs       | Inese Lībiņa-Egnere | Aldis Adamovičs        | Arvils Ašeradens   | Jānis Reirs         |
| 5  | Svaz lotyšských Rusů         | Andrejs Mamikins       | Andris Tolmačovs    | Jevgēņija Krjukova     | Elita Kosaka       | Ludmila Ušakova     |
| 6  | Aliance lotyšských regionů   | Ieva Brante            | Edvards Smiltēns    | Juris Viļums           | Nellija Kleinberga | Inga Bite           |
| 7  | Progresivní                  | Antoņina Ņenaševa      | Inga Liepa-Meiere   | Agnese Logina          | Dace Kavasa        | Līga Rasnača        |
| 8  | Lotyšský pokrok / Hnutí PRO! | Daniels Pavļuts        | Artis Pabriks       | Mārtiņš Bondars        | Juris Pūce         | Ilze Viņķele        |
| 9  | Nová konzervativní strana    | Juta Strīķe            | Jānis Bordāns       | Ilga Šuplinska         | Juris Jurašs       | Krišjānis Feldmanis |
| 10 | Komu patří stát?             | Artuss Kaimiņš         | Linda Liepiņa       | Roberts Spručs         | Atis Zakatistovs   | Kaspars Ģirģens     |
| 11 | Lotyšští nacionalisté        | Andris Rubins          | Alfrēds Buls        | Vladislavs Bautris     | Silvestrs Rubins   | Kārlis Krūmiņš      |
| 12 | Ze srdce pro Lotyšsko        | Inguna Sudraba         | Gints Gābers        | Jānis Valtervitenheims | Juris Jaunzems     | Iveta Čivčiša       |
| 13 | Euroskeptická akční strana   | Igors Meļņikovs        | Jurijs Vasiļjevs    | Tamāra Meļņikova       | Andris Perjans     | Jeļena Pičoha       |
| 14 | Pro alternativu              | Einārs Graudiņš        | Juris Žuravļovs     | Jānis Kuzins           | Igors Glazunovs    | Artūrs Malta        |
| 15 | Lotyšská strana středu       | Andžejs Ždanovičs      | Vazgens Sorokins    | Georgijs Sokolovskis   | Dainis Grabovskis  | Edvīns Puķe         |
| 16 | Aliance SKG                  | Armands Agrums         | Jānis Dinevičs      | Daiga Ceipiniece       | Arvīds Kinstlers   | Valdis Šakars       |

## Předvolební průzkumy a modely
| Datum             | Institut výzkumu         | Vzorek voličů | S         | ZZS               | NA   | V/JV  | JKP  | LRA  | NSL  | KPV LV | AP!  | AP!  | LKS  | PRO  | SKG  | Ostatní | Neví  | Nebude volit |      |      |      |   |       |      |
| Datum             | Institut výzkumu         | Vzorek voličů | S         | ZZS               | NA   | V/JV  | JKP  | LRA  | NSL  | KPV LV | Par! | LA   | LKS  | PRO  | SKG  | Ostatní | Neví  | Nebude volit |      |      |      |   |       |      |
| ----------------- | ------------------------ | ------------- | --------- | ----------------- | ---- | ----- | ---- | ---- | ---- | ------ | ---- | ---- | ---- | ---- | ---- | ------- | ----- | ------------ | ---- | ---- | ---- | - | ----- | ---- |
| Datum             | Institut výzkumu         | Vzorek voličů | září 2018 | Norstat/LNT Ziņas | 500  | 13,9% | 9,0% | 5,4% | 3,3% | 6,1%   | 1,4% | 0,8% | 7,9% | 4,7% | 4,7% | Ostatní | Neví  | Nebude volit | 1,9% | 1,0% | 0,2% | – | 36,2% | 7,0% |
| Norstat/TV3 Ziņas | ?                        | 14,9%         | září 2018 | 9,0%              | 5,7% | 3,3%  | 6,9% | 0,9% | –    | 6,6%   | 4,5% | 4,5% | 1,8% | 0,9% | –    | –       | 37,6% | 5,4%         |      |      |      |   |       |      |
| srpen 2018        | SKDS interneta aptauja   | 900           | 14,3%     | 5,3%              | 6,1% | 3,4%  | 4,2% | 2,3% | 1,5% | 10,3%  | 4,9% | 4,9% | 3,0% | 1,8% | 0,1% | –       | 32,9% | 9,1%         |      |      |      |   |       |      |
| srpen 2018        | SKDS/Latvijas Televīzija | 900           | 21,5%     | 11,5%             | 6,1% | 5,1%  | 2,9% | 2,9% | 1,8% | 7,5%   | 3,1% | 3,1% | 1,2% | 0,9% | 0,0% | –       | 23%   | 12%          |      |      |      |   |       |      |
| červenec 2018     | SKDS/Latvijas Televīzija | ?             | 21,4%     | 12,4%             | 6,8% | 2,9%  | 3,9% | 1,1% | 1,9% | 7,0%   | 4,4% | 4,4% | 0,7% | 0,3% | 0,3% | –       | –     | –            |      |      |      |   |       |      |
| červen 2018       | SKDS/Latvijas Televīzija | ?             | 20,9%     | 14,4%             | 6,1% | 2,7%  | 4%   | 1,7% | 1,5% | 4,4%   | 4,7% | 4,7% | 1,2% | 1,1% | 0,1% | 0,1%    | 23,7% | 13,2%        |      |      |      |   |       |      |
| květen 2018       | Norstat/TV3 Ziņas        | 1000          | 16,3%     | 17,1%             | 9,1% | 6,2%  | 6,1% | 3,2% | 2,1% | 3,5%   | 3,6% | 1,8% | –    | –    | –    | 2,6%    | 26,7% | 1,8%         |      |      |      |   |       |      |
| květen 2018       | SKDS/Latvijas Televīzija | ?             | 19,1%     | 14,6%             | 7%   | 3,7%  | 2,4% | 1,7% | 1,6% | 3%     | 3%   | 3%   | 1,3% | 0,4% | 0,4% | –       | 27,5% | 13,7%        |      |      |      |   |       |      |
| duben 2018        | SKDS/Latvijas Televīzija | ?             | 23,2%     | 12,8%             | 8,3% | 4,9%  | 3,7% | 2,8% | 0,5% | 2,4%   | 1,1% | 0,3% | 0,5% | 0,6% | 1,2% | 2,1%    | 24,7% | 12,2%        |      |      |      |   |       |      |
| březen 2018       | SKDS/Latvijas Televīzija | ?             | 20,4%     | 13,9%             | 6,3% | 4,9%  | 3,6% | 1,6% | 0,9% | 1,9%   | 1,2% | 0,7% | 1%   | 0,3% | –    | 0,3%    | 30%   | 12,9%        |      |      |      |   |       |      |
| únor 2018         | SKDS/Latvijas Televīzija | ?             | 21,2%     | 14,5%             | 7,8% | 4,6%  | 4,1% | 2,1% | 1,2% | 1,9%   | 1,2% | –    | –    | –    | –    | –       | 25%   | 13,1%        |      |      |      |   |       |      |
| leden 2018        | SKDS/Latvijas Televīzija | ?             | 20,4%     | 15,3%             | 5,8% | 2,9%  | 4,1% | 2,5% | 1%   | 2%     | 1,4% | –    | –    | –    | –    | –       | 26%   | 16,5%        |      |      |      |   |       |      |
| prosinec 2017     | SKDS/Latvijas Televīzija | ?             | 20,7%     | 14,3%             | 7,3% | 3,5%  | 3%   | 3,6% | 1,8% | 1,5%   | 1,5% | 0,9% | 0,3% | 0,2% | –    | 0,8%    | ?     | ?            |      |      |      |   |       |      |
| listopad 2017     | SKDS/Latvijas Televīzija | ?             | 19,8%     | 15,3%             | 7%   | 3,8%  | 3,9% | 2,4% | 2,1% | 1,6%   | 1,2% | –    | –    | –    | –    | –       | 26%   | 14%          |      |      |      |   |       |      |
| říjen 2017        | SKDS/Latvijas Televīzija | ?             | 22,5%     | 13,1%             | 9,5% | 3,5%  | 3,9% | 3,4% | 2,2% | 1,2%   | 1,2% | –    | –    | –    | –    | –       | 23,5% | 13,8%        |      |      |      |   |       |      |

## Výsledky voleb

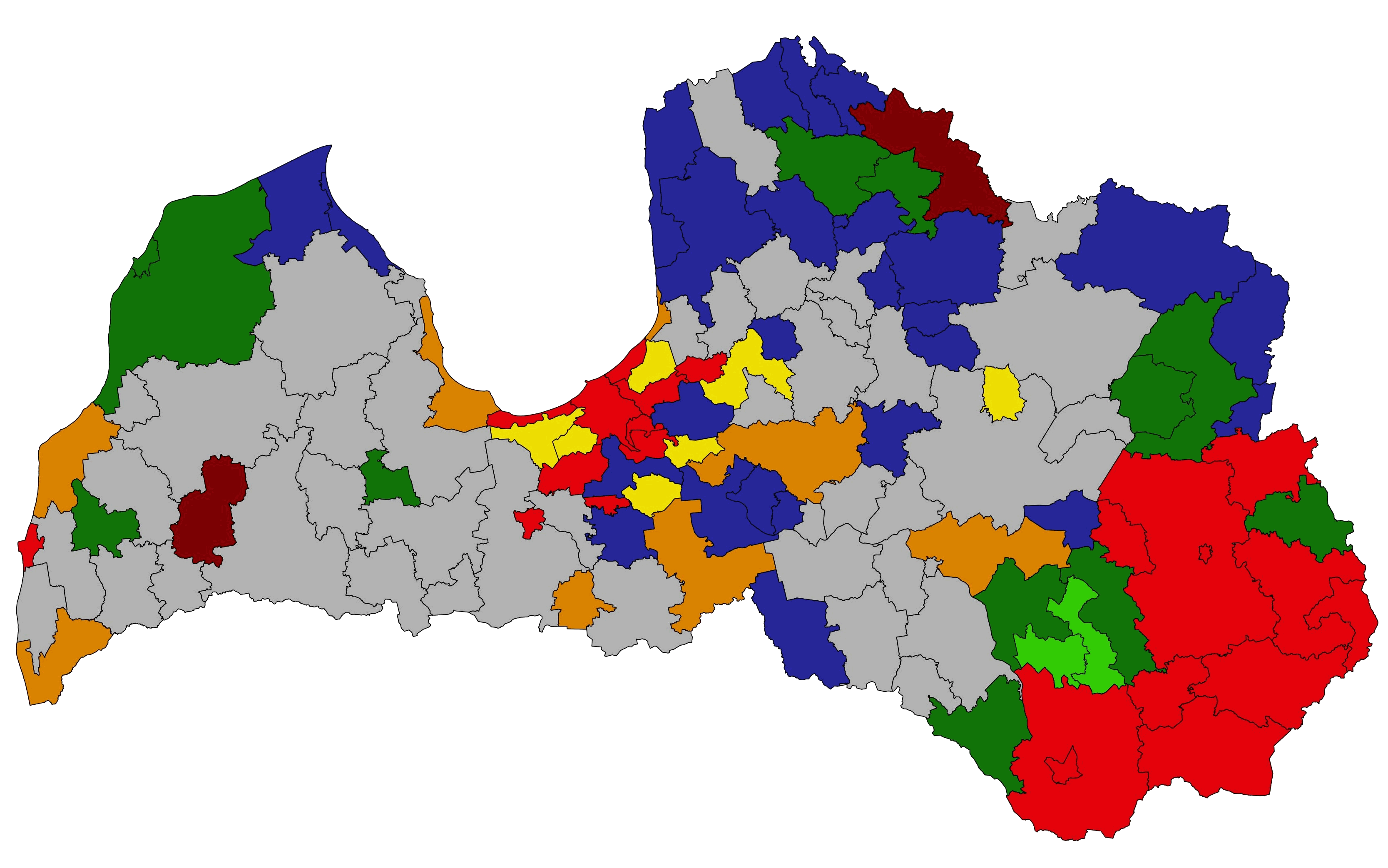
Mapa vítězných stran v jednotlivých okresech.

|  | Subjekt                              | Počet hlasů | Hlasy v %  | +/–           | Počet mandátů | +/–   |
|  | ------------------------------------ | ----------- | ---------- | ------------- | ------------- | ----- |
|  | Sociāldemokrātiskā partija „Saskaņa“ | 167 117     | 19,9 %     | ▼ -3,2 p. b.  | 23            | ▼ -1  |
|  | KPV LV                               | 120 264     | 14,3 %     | ▲ 14,3 p. b.  | 16            | ▲ +16 |
|  | Jaunā konservatīvā partija           | 114 694     | 13,7 %     | ▲ 13 p. b.    | 16            | ▲ 16  |
|  | Attīstībai/Par!                      | 101 685     | 12,1 p. b. | ▲ 12,1 p. b.  | 3             | ▼ -1  |
|  | Nacionālā apvienība                  | 92 963      | 11,1 %     | ▼ -5,4 p. b.  | 13            | ▼ -4  |
|  | Zaļo un Zemnieku savienība           | 83 675      | 10 %       | ▼ -9,7 p. b.  | 11            | ▼ -10 |
|  | Vienotība                            | 56 542      | 6,7 %      | ▼ -15,2 p. b. | 8             | ▼ -15 |
|  | Latvijas Reģionu apvienība           | 35 018      | 4,2 %      | ▼ -2,5 p. b.  | 0             | ▼ -8  |
|  | No sirds Latvijai                    | 7 114       | 0,8 %      | ▼ -6 p. b.    | 0             | ▼-7   |
|  | Celkem (Volební účast: 54,6 %)       | 839 000     | 100 %      | —             | 100           | ▬     |